# 兎塚エイジ
兎塚 エイジ（うさつか えいじ、1976年8月16日 - ）は、日本のイラストレーター。大阪府出身。

## 来歴
大阪産業大学卒業後、株式会社ビジュアルアーツに入社。サワガニのペンネームで活動する傍ら、兎塚エイジ名義でイラストレーターとしても活躍する。特に、ヤマグチノボルのライトノベル作品『ゼロの使い魔』（MF文庫J）の挿絵を担当し、高い人気を得る。ビジュアルアーツに勤務しながら、主に小説の挿絵制作を手掛けた。

## 名義の使い分け
初期の兎塚エイジのプロフィールにおいては、ビジュアルアーツの社員であることは公表されておらず、また、ビジュアルアーツにおいても兎塚エイジがイラストレーターとして業務を行っている事実は伏せられていた。しかし、サワガニと兎塚エイジが同一人物であることが明らかになり、2008年に発行された広報誌『visualstyle Vol.7』において、ビジュアルアーツのブランド・manaのアダルトゲーム『ANGEL MAGISTER』にメイン原画として参加することから、兎塚エイジ名義での活動となることが発表された。

## 画風
柔らかい絵のタッチと暖かい色彩が特徴。

## 兎塚エイジ名義

### ライトノベルイラスト
日本
- 道士さまといっしょ（著：三雲岳斗/電撃文庫）
  - 道士さまにおねがい（著：三雲岳斗/電撃文庫）
- ゼロの使い魔[4]（著：ヤマグチノボル/MF文庫J）
  - ゼロの使い魔外伝 タバサの冒険（著：ヤマグチノボル/MF文庫J）
  - 烈風の騎士姫（著：ヤマグチノボル/MF文庫J）
- ハノン 〜君の目指す明日へ〜（著：織田兄第/GA文庫）
- 神曲奏界ポリフォニカ ぶるう・シリーズ（著：築地俊彦/GA文庫）
  - 神曲奏界ポリフォニカ まぁぶる（著：榊一郎・大迫純一･高殿円・築地俊彦/GA文庫）
- ふたりはなめこじる（著：おかゆまさき/電撃hp Volume.38〜43収録)
- おしえて!マーメイド（著：みかづき紅月/スマッシュ文庫）
- ノーブルリージュ!（キネティックノベル原作、著：TAMAMI／MF文庫J）
- 異端児たちの放課後（著：形代小祈/電撃文庫）
- 紅蓮の皇女と絶対記憶の黒皇子（著：月見草平/一迅社文庫）
- ドージン・ニューエイジ・ヒーローズ（原案：葉裏（とらいあんぐる!）/著：えじむら/創芸社クリア文庫）
- 異世界はスマートフォンとともに。（著：冬原パトラ/HJノベルス）
- ウィークエンド・ドラゴン（著：星見圭/講談社ラノベ文庫）
- そのオーク、前世（もと）ヤクザにて（著：機村械人/GA文庫）
- 非モテなオレが5日間でヒロインと出会うまで（著：秋目人/電撃文庫）
- 中堅冒険者と年の差パーティのごく幸せなハーレム（著：朱月十話/美少女文庫）
- 空賊王のアシハラ王国再興記（著：スズキヒサシ/NOVEL 0）
- 異世界に再召喚された勇者の隠密できないアサシン無双（著：鳥村居子/ブレイブ文庫）
- 魔力ゼロの最強魔術師～やはりお前らの魔術理論は間違っているんだが？～（著：北川ニキタ/TOブックス）
- 追放魔術師のその後　新天地で始めるスローライフ（著：砂糖多労/Kラノベブックス[5]）
- 「もう‥‥働きたくないんです」冒険者なんか辞めてやる。今更、待遇を変えるからとお願いされてもお断りです。僕はぜーったい働きません。（著：縛炎/ツギクルブックス）

台湾
- 龍騎兵的防禦工事（著：非瓴/第3回浮文字新人賞 ライトノベル部門金賞受賞作、2011年6月）

### その他イラスト
- 「ハヤテのごとく!〜ナギが使い魔!?やっとけ☆世界征服〜」（巻頭カラーページ 著：築地俊彦、原作：畑健二郎/ガガガ文庫 小学館）
- スティックポスターin羽後町（イラスト：秋田県羽後町・観光物産協会）
- まりあ†ほりっく（第一話 エンドカード）
- デモンパラサイトリプレイ 悪魔憑きシリーズ（著：力造/グループSNE 監修：北沢慶/富士見ドラゴンブック）
- ANGEL MAGISTER（mana）
- じゅうはちキン!-自由ではちゃめちゃRockin' Radio- （微修正「じゅうはちキン!」DVD Vol.1）
- 羽後町古民家ポスター（イラスト：秋田県羽後町・スタジオいなご）
- アンジュ・ヴィエルジュ（第6話エンドカード）
- マギアレコード 魔法少女まどか☆マギカ外伝（枇々木めぐるキャラクターデザイン・カードイラスト）

## サワガニ名義
いずれもビジュアルアーツ系列ブランドのPCゲーム
- 桜の木下で（Words・CG[6]）
- Scramble Heart（Bonbee!・一部[7]原画）